# روبرت ستيفنز (لاعب كرة قدم أسترالية)
روبرت ستيفنز (بالإنجليزية: Robert Stevens)‏ هو لاعب كرة قدم أسترالية أسترالي، ولد في 30 مايو 1951.

## وصلات خارجية
- روبرت ستيفنز على موقع AustralianFootball.com (الإنجليزية)
- روبرت ستيفنز على موقع AFLtables.com (الإنجليزية)